# 나고야시 미술관
나고야시 미술관(名古屋市美術館)은 일본 아이치현 나고야시 니카구 시라카와 공원 내에 있는 미술관이다. 1988년 4월 22일 개관하였다.